# Phoebe rufescens
Phoebe rufescens är en lagerväxtart som beskrevs av Hsi Wen Li. Phoebe rufescens ingår i släktet Phoebe och familjen lagerväxter. Inga underarter finns listade i Catalogue of Life.